# Roc Salvadó Poy
Roc Salvadó Poy (Roquetes, 1956), és professor i historiador.
Roc Salvador ha exercit com a professor d'ensenyament secundari l'Institut Cristòfol Despuig de Tortosa i com a professor-tutor d'Història i Història de l'Art al centre associat de la UNED a la mateixa ciutat, també com a docent ha impartit cursos en la Universitat d'Estiu de les Terres de l'Ebre. Ha centrat la seva recerca en la història del s.XIX a la diòcesi de Tortosa i a les Terres de l'Ebre, especialment el període de la Guerra del Francès i les guerres carlistes; sobretot en l'anàlisi del sentit territorial i el significat social del fenomen carlista, dins del qual s'ha interessat per la figura de Ramon Cabrera i la seva projecció en aquestes comarques i les veïnes de l'Aragó i València. En el context de la batalla de l'Ebre és autor d'articles i dels dossiers didàctics Les Terres ferides: espais i història de la batalla de l'Ebre. També ha participat amb altres historiadors i historiadores com Josep Maria Solé i Sabaté, Josep Sánchez, David Tormo, Queralt Soler o Francesc Xavier Hernàndez –entre altres– a la sèrie de televisió Tremolors: històries de la batalla de l'Ebre coproduïda per TAC12 TV i Canal TE i estrenada el 2018.
Membre del consell de redacció de la revista Recerca, en la qual ha publicat diversos articles especialitzats, entre ells La guerra de la Independència a Tortosa. La dominació francesa a Recerca 2 i Tortosa en la lluita contra el domini napoleònic (1808-1811) a Recerca 6.També és coautor de les obre El carlisme al territori de l'antiga diòcesi de Tortosa (2004) i de la Gran geografia comarcal de Catalunya: Baix Ebre, Montsià (1984). És un dels coordinadors del llibre 200 anys de la fi de la Guerra del Francès a les Terres de l'Ebre, un llibre col·lectiu que contribueix a completar la història local d'un període històric que va canviar Europa.
L'any 2001, Roc Salvadó fou l'encarregat de realitzar la conferència institucional de la Festa del 14 d'Abril a la seva població natal, Roquetes.

## Obra publicada
- L'Ocupació francesa de Tortosa: 1811-1814: Deltebre I: naufragi a la mar de l'Ebre. Tortosa: Serveis Territorials del Departament de Cultura, [2017]
- Les Terres ferides: recursos pedagògics. (Gandesa [etc.]: Consorci Memorial dels Espais de la Batalla de l'Ebre [etc.]), [2010]
- Les Terres ferides: espais i història de la Batalla de l'Ebre: treball de recerca. Gandesa [etc.]: Consorci Memorial dels Espais de la Batalla de l'Ebre [etc.], [2008]
- Jesús en la cruïlla del segle xix. La municipalitat frustrada. Tortosa: Entitat Municipal Descentralitzada de Jesús, DL 2006
- Miscel·lània galerenca: recull de documents i notícies del poble de La Galera. La Galera: Fundació Amics de la Mare de Déu de La Galera, [2003]
- Espais viscuts de Ramon de Cabrera: una imatge present entorn al passat. [Tortosa]: Amics i Amigues de l'Ebre, 2006.
- Cent anys de crònica de Tortosa des del Centre del Comerç. Tortosa: Centre del Comerç, DL 2001
- Els fets carlins a la Terra Alta. Les arrels de la guerra civil dels Set Anys (1833-1840)): Actes de les Segones Jornades d’Estudi a la Terra Alta. Patronat Pro-Batea. Gràfiques Matarranya: Calaceit, 1998